# Bistum Almenara

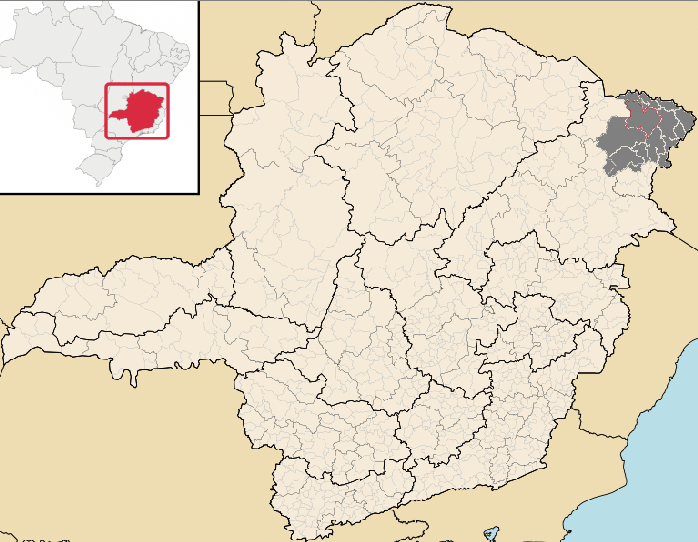
Bistum Almenara.

Regional CNBB Leste 2.

Das Bistum Almenara (lateinisch Dioecesis Almenarensis, portugiesisch Diocese de Almenara) ist eine in Brasilien gelegene römisch-katholische Diözese mit Sitz in Almenara im Bundesstaat Minas Gerais.

## Geschichte
Das Bistum Almenara wurde am 28. März 1981 durch Papst Johannes Paul II. mit der Apostolischen Konstitution Quoniam omnis aus Gebietsabtretungen der Bistümer Teófilo Otoni und Araçuaí errichtet. Es wurde dem Erzbistum Diamantina als Suffraganbistum unterstellt.

## Bischöfe von Almenara
- José Geraldo Oliveira do Valle CSS, 1982–1988, dann Koadjutorbischof von Guaxupé
- Diogo Reesink OFM, 1989–1998, dann Bischof von Teófilo Otoni
- Hugo María van Steekelenburg OFM, 1999–2013
- José Carlos Brandão Cabral, 2013–2022, dann Bischof von São João da Boa Vista
- José Hamilton de Castro, seit 2023